# Moulines (Calvados)
Moulines ist eine französische Gemeinde mit 274 Einwohnern (Stand: 1. Januar 2022) im Département Calvados in der Region Normandie. Sie gehört zum Arrondissement Caen und zum Kanton Le Hom. Die Einwohner werden als Moulicinfoliens bezeichnet.

## Geografie
Moulines liegt etwa 17 Kilometer nordnordwestlich von Falaise. Umgeben wird die Gemeinde von 
- Barbery im Norden,
- Saint-Germain-le-Vasson im Nordosten und Osten,
- Fontaine-le-Pin im Südosten,
- Cesny-les-Sources mit Tournebu im Süden, Acqueville im Südwesten und Cesny-Bois-Halbout im Westen,
- Fresney-le-Vieux im Nordwesten.

## Bevölkerungsentwicklung
| Jahr                             | 1793 | 1836 | 1876 | 1926 | 1946 | 1968 | 1990 | 2016 |
| Einwohner                        | 351  | 336  | 267  | 165  | 143  | 151  | 216  | 298  |
| Quelle: Cassini, EHESS und INSEE |      |      |      |      |      |      |      |      |

## Sehenswürdigkeiten
- Pfarrkirche Saint-Laurent aus dem 12. Jahrhundert, unter Kulturschutz[2]
- Pfarrkirche Saint-Georges aus dem 18. Jahrhundert, unter Kulturschutz[3]
- Brücke über die Laize aus dem 19. Jahrhundert, unter Kulturschutz[4]
- Lavoir